# Белорусские расписные ковры

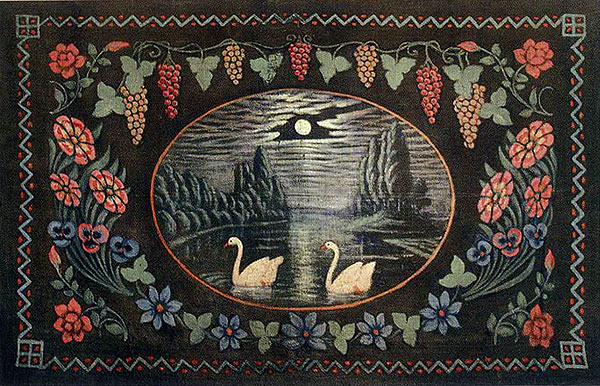
Язеп Дроздович. Ковер с виноградом. Историко-культурный музей-заповедник «Заславль».

Белорусские расписные ковры (бел. Беларускія маляваныя дываны) — традиционное белорусское ремесло, вид живописи по холсту, народная роспись. Это рисованными на ткани (бумаге, клеенке) изделия, предназначавшиеся для украшения интерьера дома.

## Исторические особенности
Расписные ковры известны на территории Белоруссии с конца XIX века, но наибольшее их распространение произошло в 1930-х — 1950-х годах, когда велась интенсивная застройка деревни, которая требовала соответствующего народному вкусу отделки интерьера. В этой области народной живописи сформировалась собственная поэтика идиллической картины мира с характерными для нее живописно-пластическими метафорами рая. Такие ковры когда-то дарили «на счастье» в белорусских деревнях к свадьбе или к новоселью.
Расписные ковры похожи на вышитые и тканые славянские настенные декоративные ковры по мотивам декора и характеру композиции. Но они были дешевле и менее трудоемкими. На одно изделие шло два сшитых куска домотканого льняного полотна (1,5 х 2 м). Полотнище красили в черный цвет, потом на нем изображали основные детали сюжета, иногда используя трафареты, вырезанные из картона. Прорисовка мелких деталей и светотени выполнялись от руки.

## Региональные варианты
В определенных местах выделились региональные варианты композиции и декора. Отличительные художественные черты имеют расписные изделия Витебской области (Глубокский, Докшицкий, Миорский, Поставский, Шарковщиский районы) и Минской (Мядельский, Вилейский).
Композиция ковров чаще всего представляет расположенный в центре букет цветов в вазе, корзине, или перевитый лентой. Этот центральный рисунок, как правило, имеет растительно-орнаментальное окаймление — по краям гирляндой из цветов и листьев, или направленными к центру букетами, рассыпанными по всему полю. Также в композицию включались изображения птиц — ласточек, голубей, павлинов, кукушек, и обычно инициалы автора или заказчика.
Существовали также эконом-варианты ковров: полуковры — из одного полотнища и макатки — из половины полотнища. Этим малым формам были присущи композиции с парами львов, оленей, голубей, выполненных в обычной наивно-реалистической манере.
От ареала происхождения ковров зависела и техника изображения. В Докшицком районе применяли клеевые краски. Поэтому местные расписные ковры отличаются чрезвычайной декоративностью и традиционностью, сильными локальными цветами без полутонов и переходов.
Расписные ковры из других районов Витебского региона выполнены масляными красками. Поэтому они отражают стремление к реализму — на них более детально изображены лепестки цветов, листья, очертания животных и птиц.
Обязательным компонентом ковровых пейзажей с Витебщины была водная стихия, что объясняется географическими особенностями природной среды локации формирования этого вида искусства, или изображения историко-культурных памятников региона .
Периодически в Белоруссии встречались рисованные ковры сюжетно-тематического характера. В них использовались сюжеты катания на лодках, встречи или прощания влюбленных, архитектурные пейзажи в характерном наивно-реалистическом стиле. Эти сюжеты также были окаймлены орнаментально-растительными мотивами. Примерами этих ковров являются произведения Алены Киш и Язепа Дроздовича. Последователем Дроздовича был самобытный художник Федор Суховила.
Сюжетно-тематические ковры Алены Киш — это совершенно уникальное явление в народном искусстве Белоруссии. Расцвет ее творчества пришел на 1930-е годы. Изображения людей, животных и птиц на фоне традиционного или экзотического пейзажа написаны чистыми, звучными красками белого, зеленого, голубого, малинового цветов и обведены черными линиями по контурам. По периметру ковров художник использовала окаймовку с сочными цветочными гирляндами.

## Современность
В 1980-х годах на Случчине и Витебской области начали возрождать традиции расписных ковров. Благодаря усилиям исследователя творчества Алены Киш, художника Владимира Басалыги, удалось найти 13 ковров, которые составили основу коллекции рисунков Заславского историко-культурного музея-заповедника. Позже к ним добавилось значительное количество расписных ковров Язепа Дроздовича. В 1978 году Владимир Басалыга, будучи председателем Белорусского союза художников, организовал Первую республиканскую выставку народных расписных ковров в минском Дворце искусства. Впервые произведения Алены Киш увидела широкая аудитория зрителей. В марте 1999 года в Москве состоялся I Международный фестиваль «Интермузей — 99», где также были представлены белорусские расписные ковры Алены Киш.
Народные традиции захватили таких известных белорусских художников, как Алексей Марочкин и Виктор Марковец, которые начали создавать собственные вариации на тему расписных ковров. Некоторые из них вошли в альбом под названием «Белорусские расписные ковры», изданный в Минске в 2005 году и составленный сотрудниками Заславского музея.
В Белоруссии проводится ряд мероприятий, в процессе которых современные носители техники передают свое мастерство молодому поколению художников. Это мастер-классы, кружки по рисованию, экскурсии. Традиция изготовления расписных ковров является локальной культурной изюминкой Белоруссии, художественной традицией со специальными приемами выполнения и признается как элемент народного наследия. Расписные ковры Витебского Поозерья внесены в государственный список историко-культурных ценностей. Это решение было принято на заседании Белорусской республиканской научно-методической рады по вопросам историко-культурного наследия при Министерстве культуры Белоруссии.
Одна из крупных коллекций расписных ковров находится в Вилейском краеведческом музее. Передвижная выставка ковров из его коллекции экспонировалась в сентябре 2013 года в Минской художественной галерее произведений Леонида Щемелева, а потом и по другим городам страны:

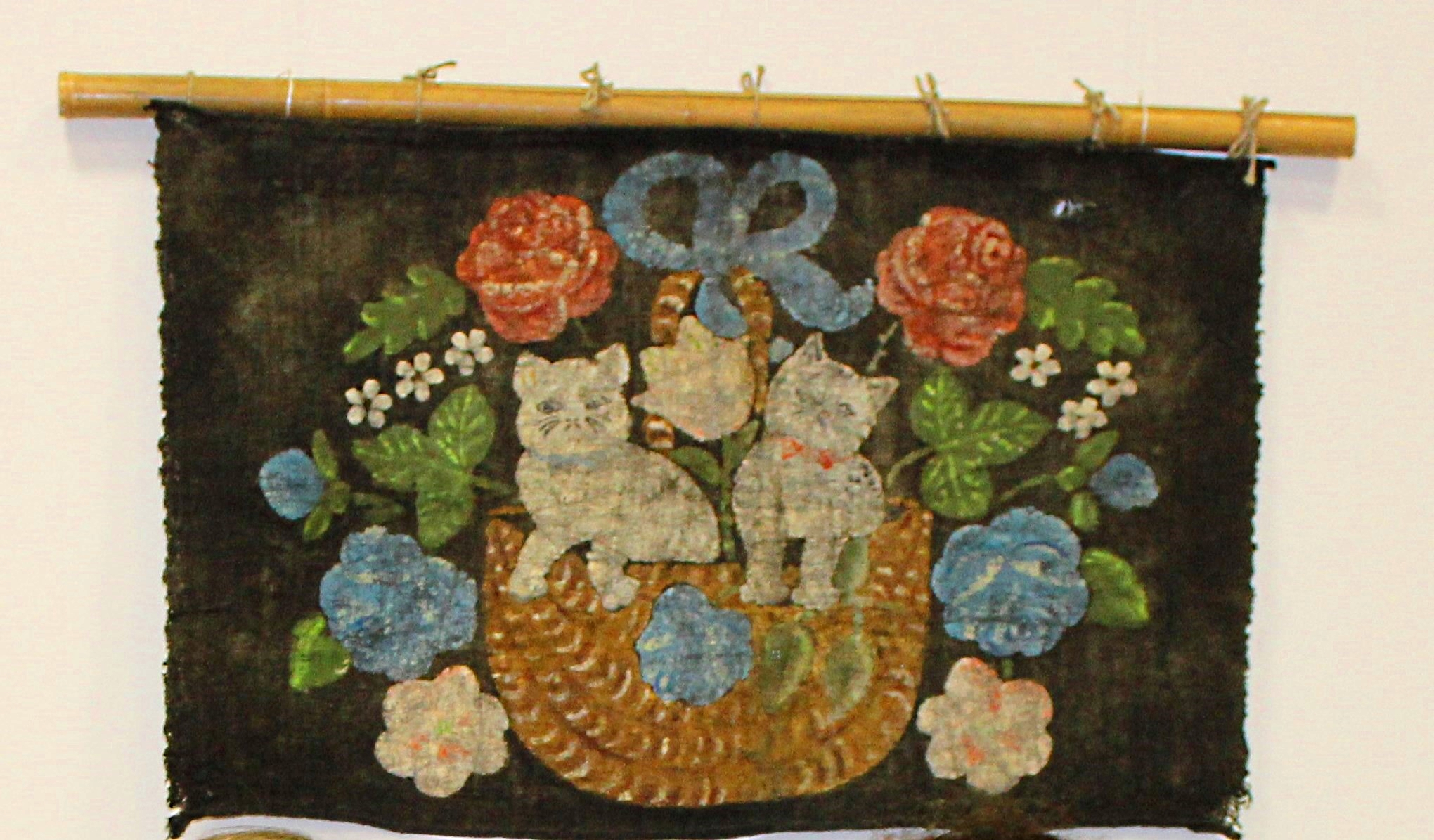
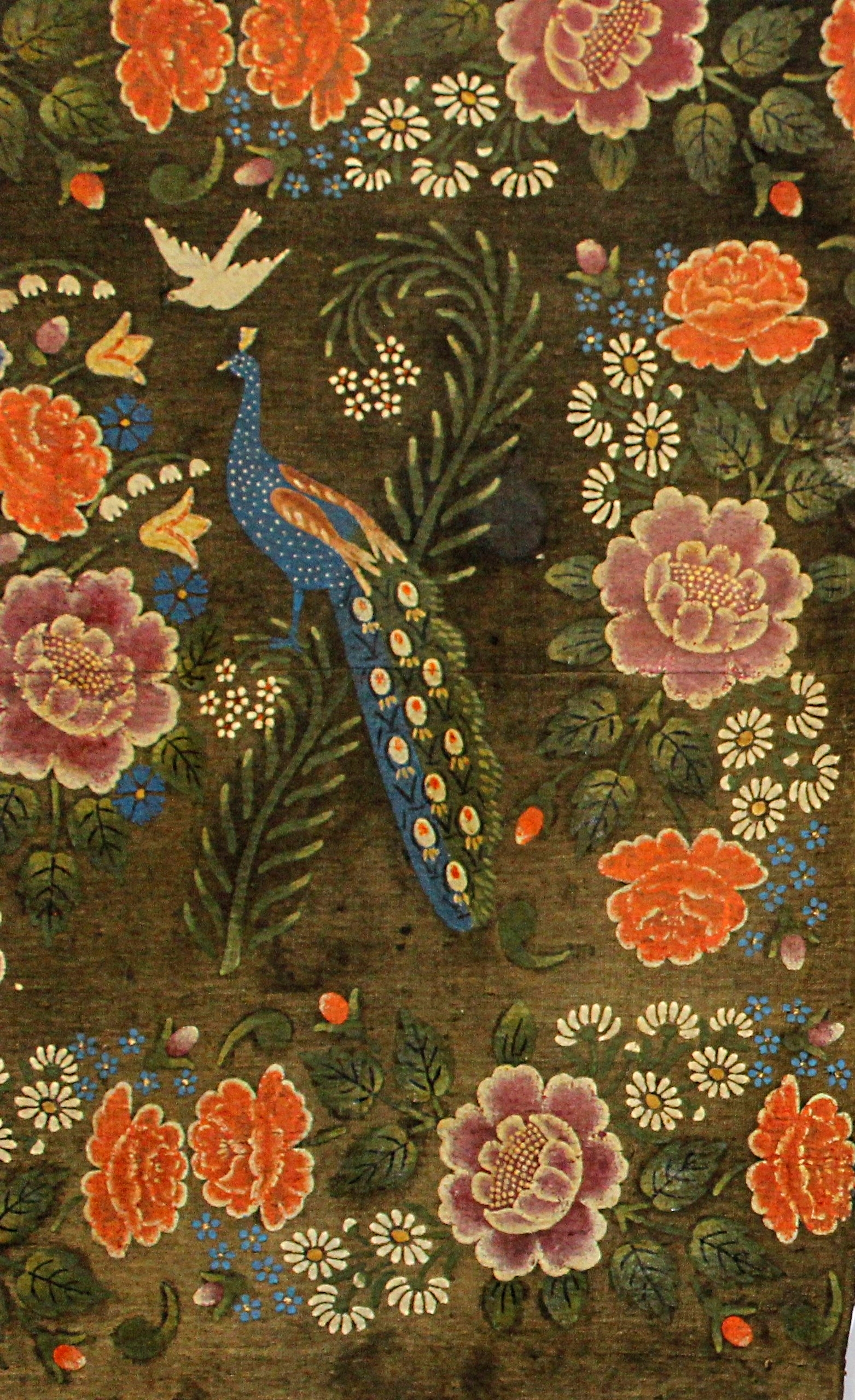
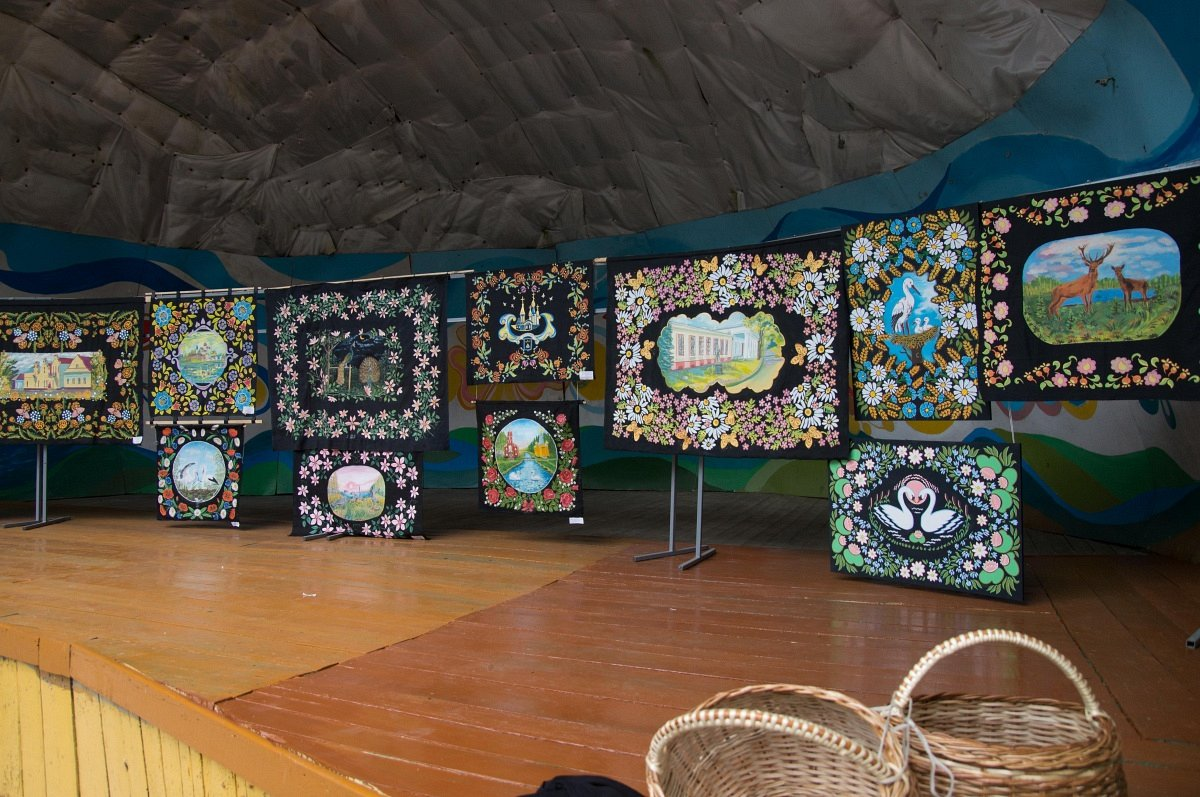
Расписные ковры на Международном фестивале "Звенят цимбалы и гармоник" в Поставах, фото 2015 года
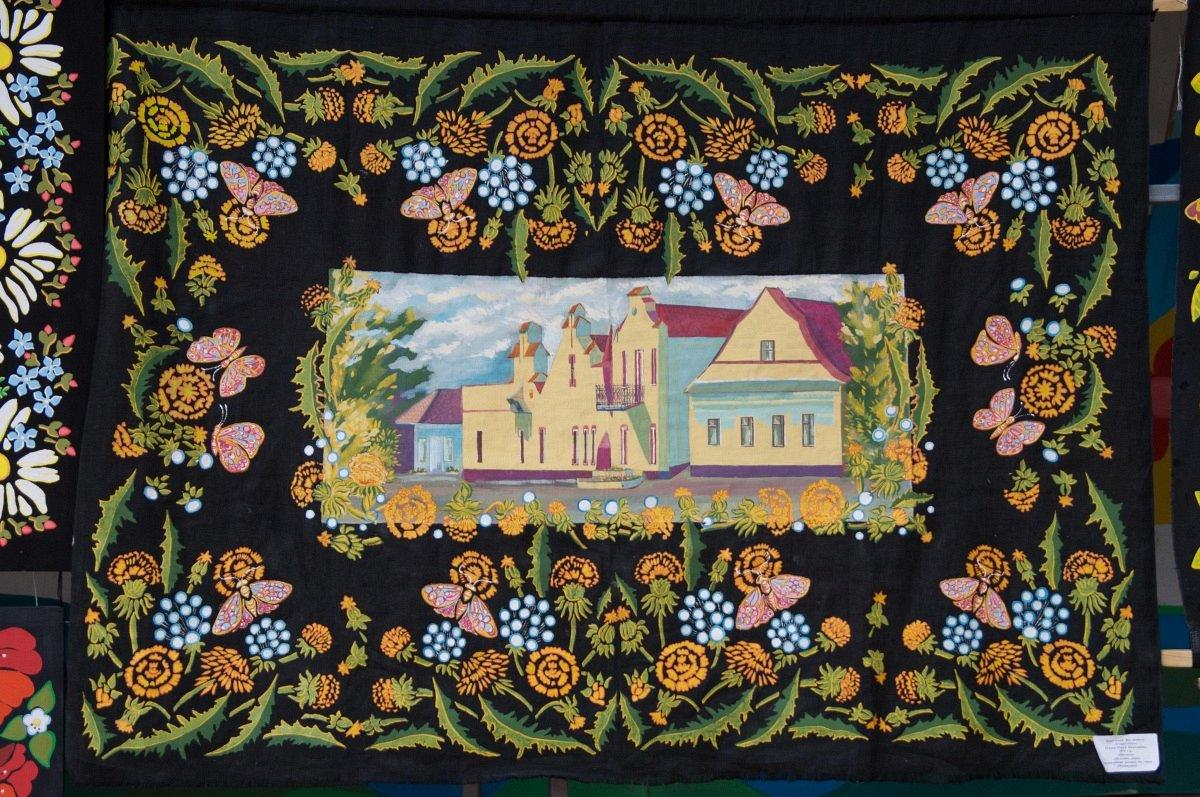
Расписные ковры на Международном фестивале "Звенят цимбалы и гармоник" в Поставах, фото 2015 года

В декабре 2013 года состоялась выставка расписных ковров Алены Киш «На счастье» из коллекции Заславского музея в Художественной галерее Михаила Савицкого. Открывал вернисаж директор историко-культурного музея-заповедника «Заславль», искусствовед Николай Пограновский: 

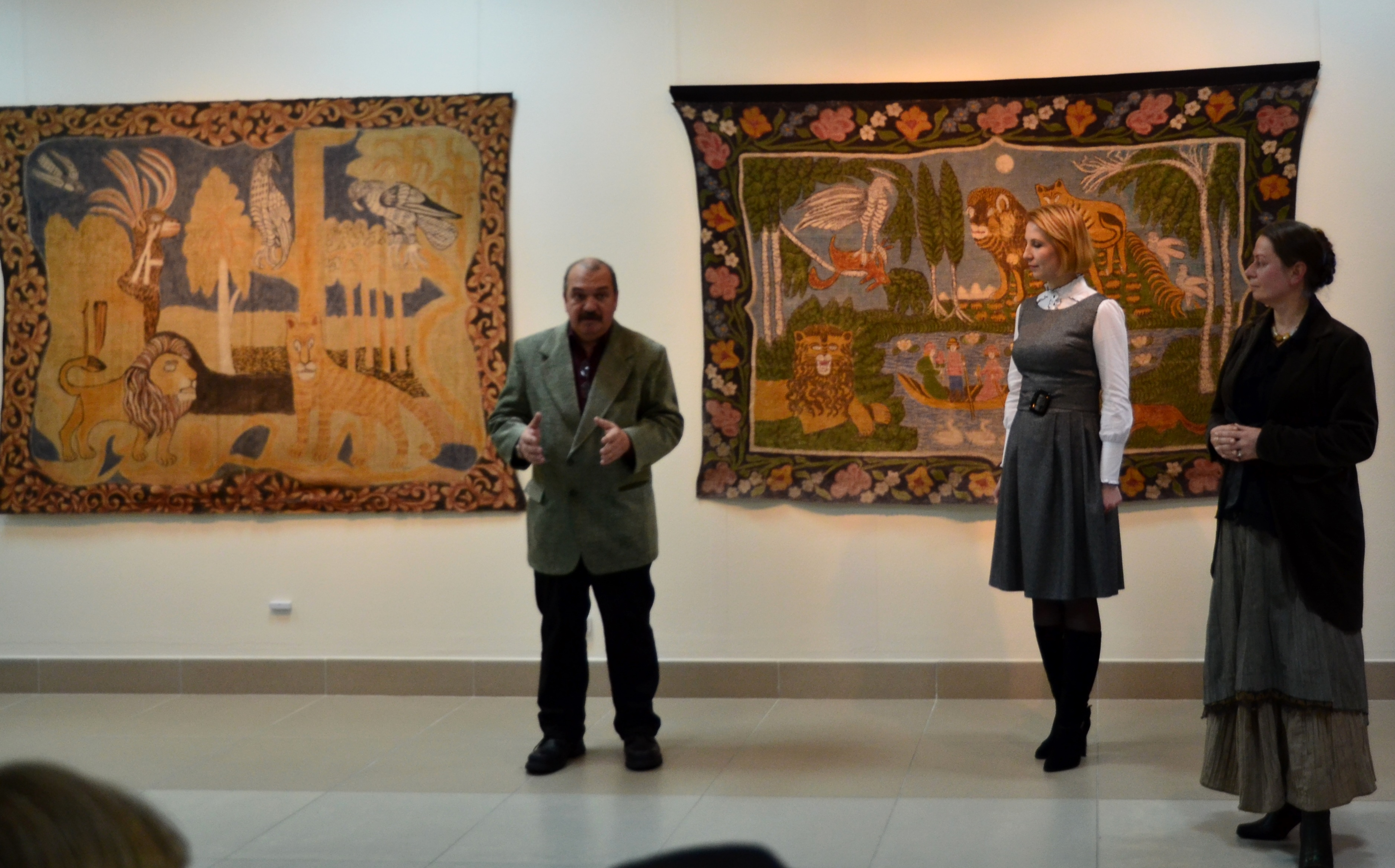
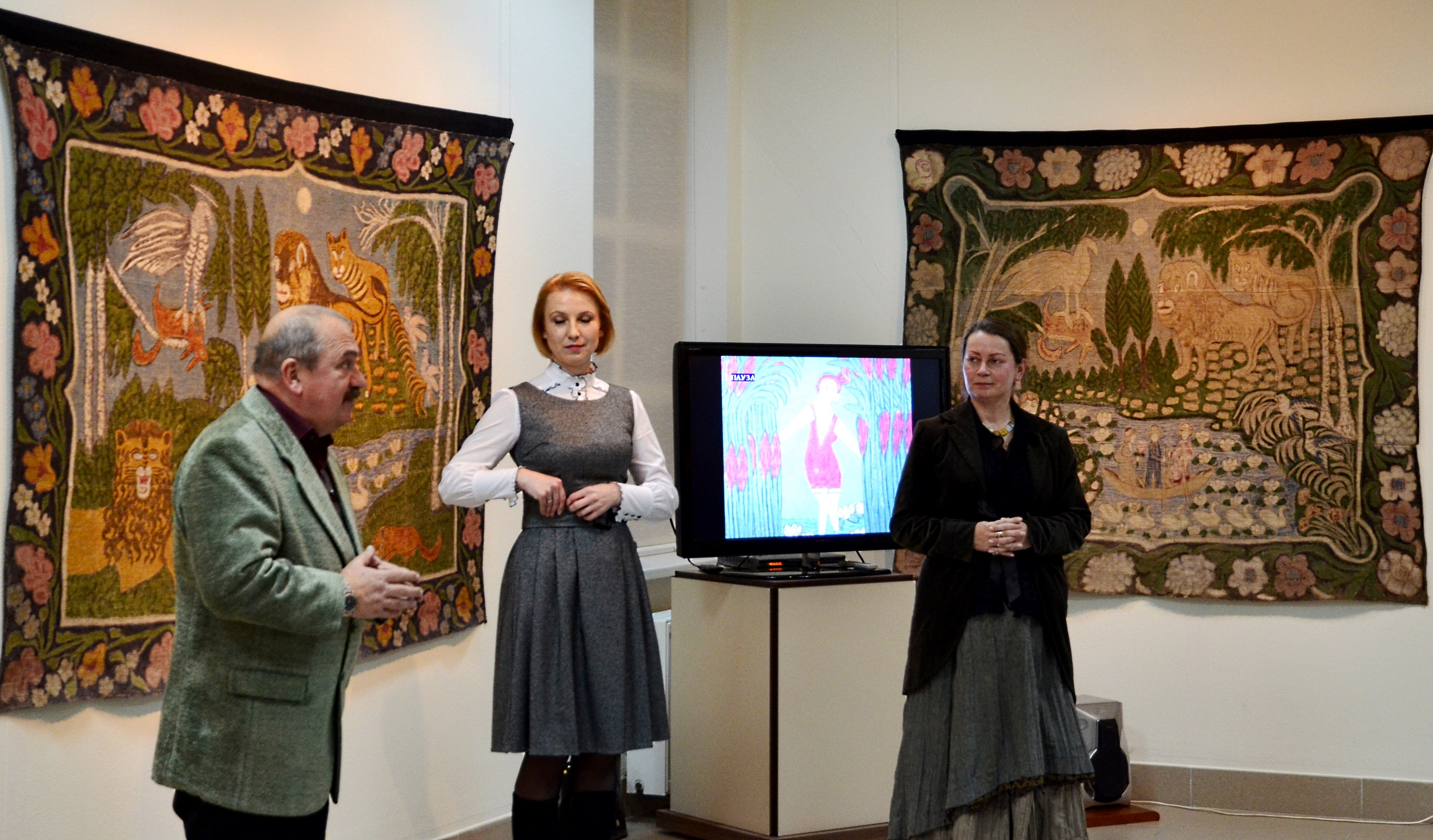
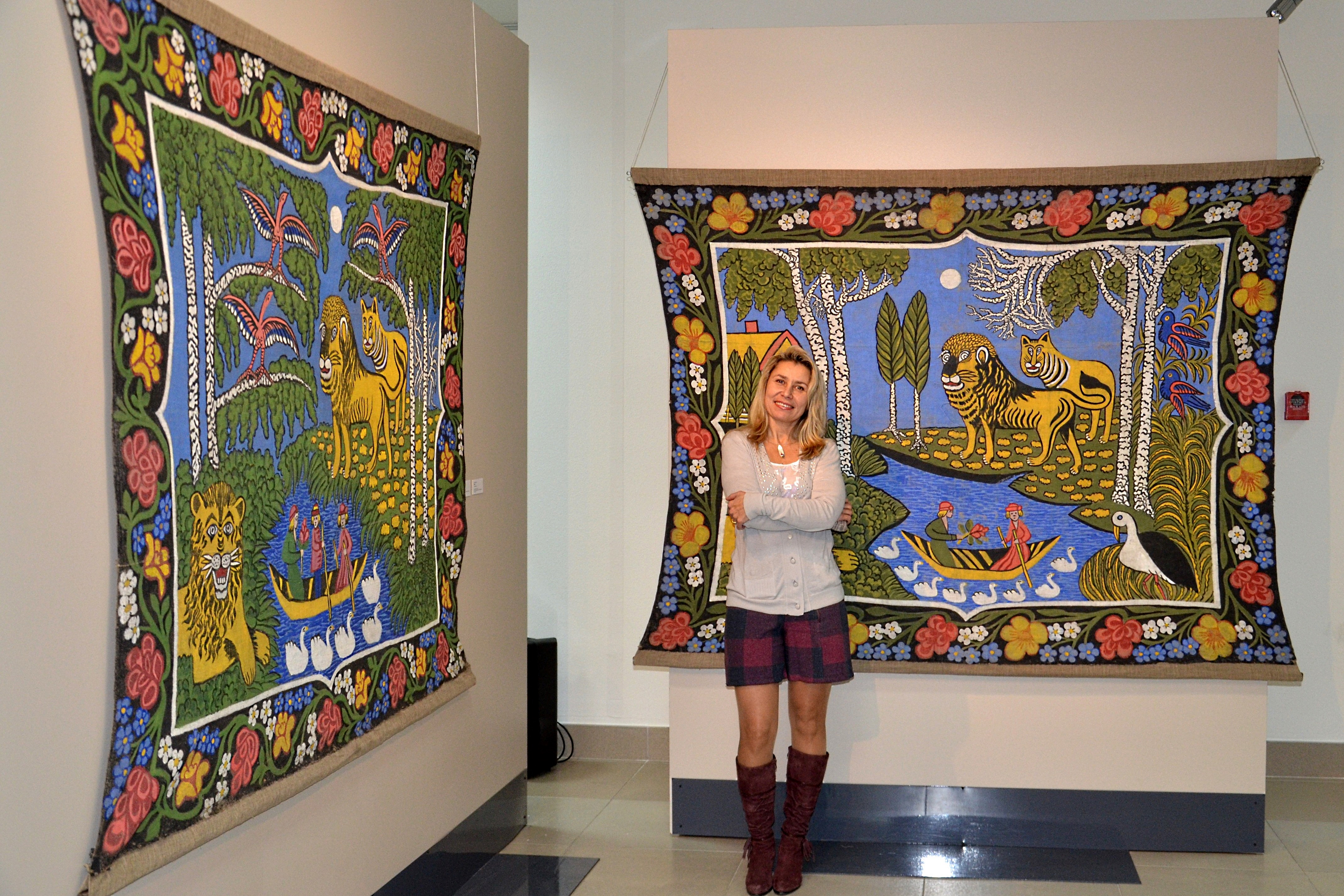
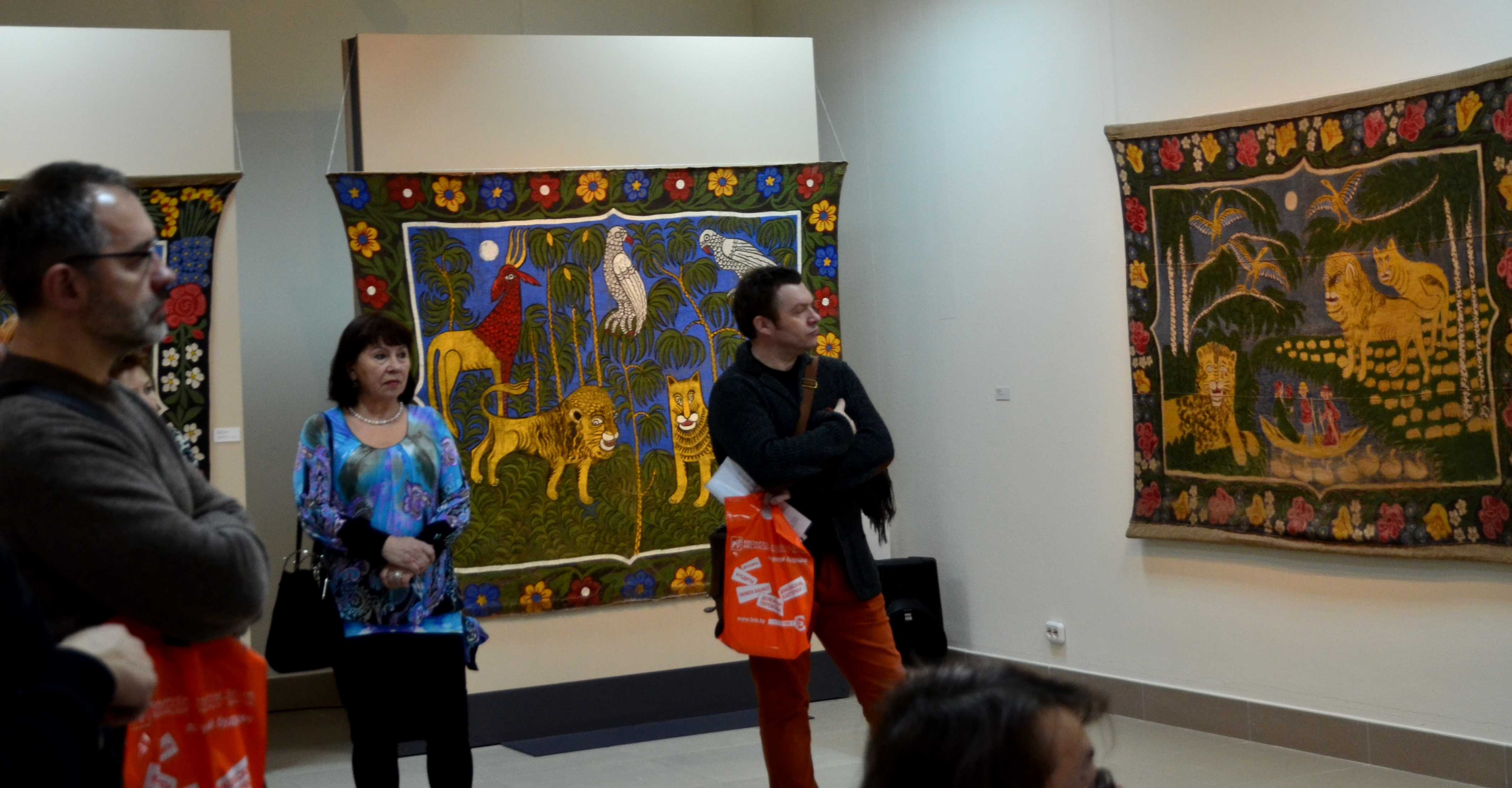
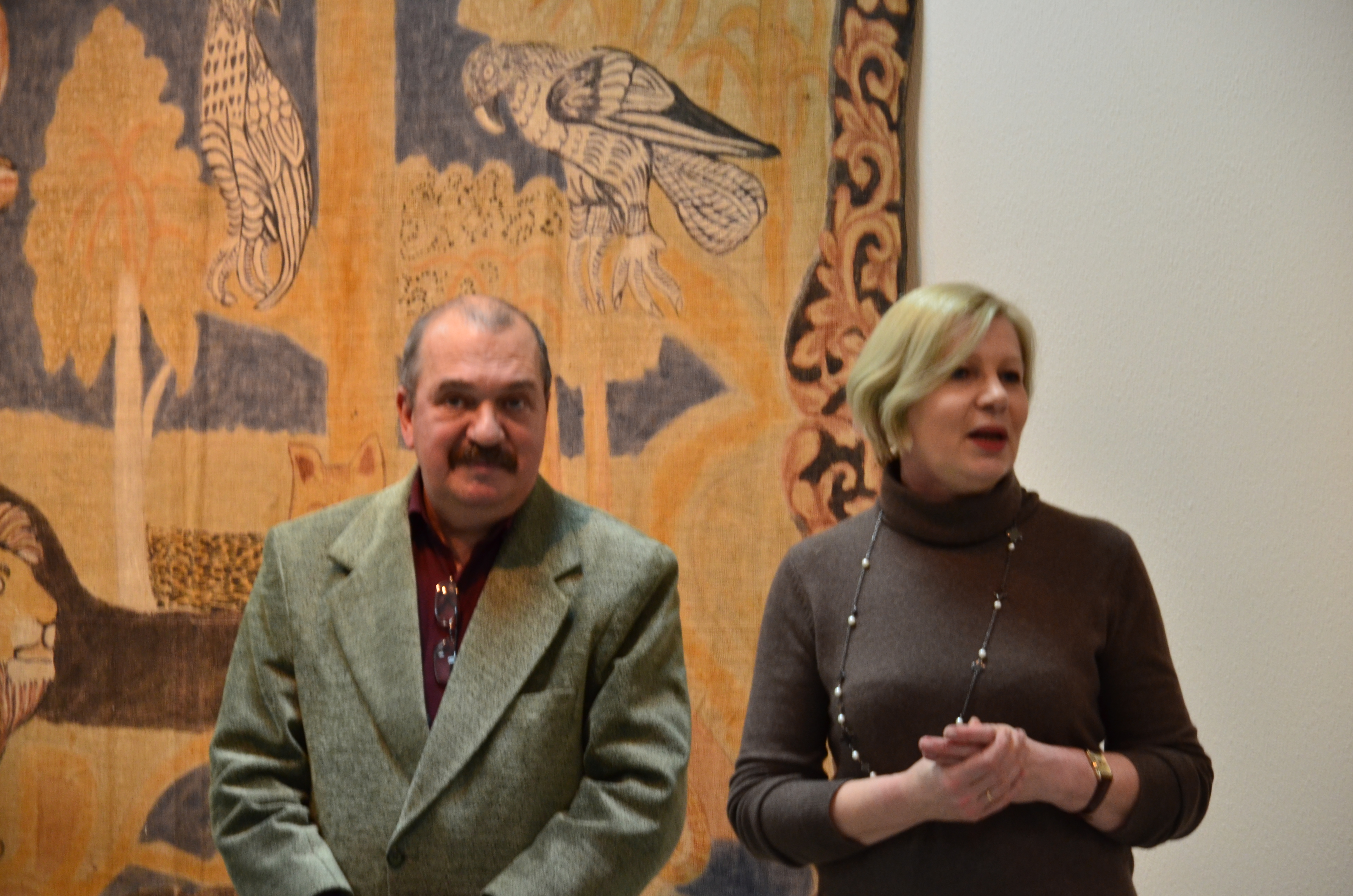